# Museum für Zeitgenössische Kunst

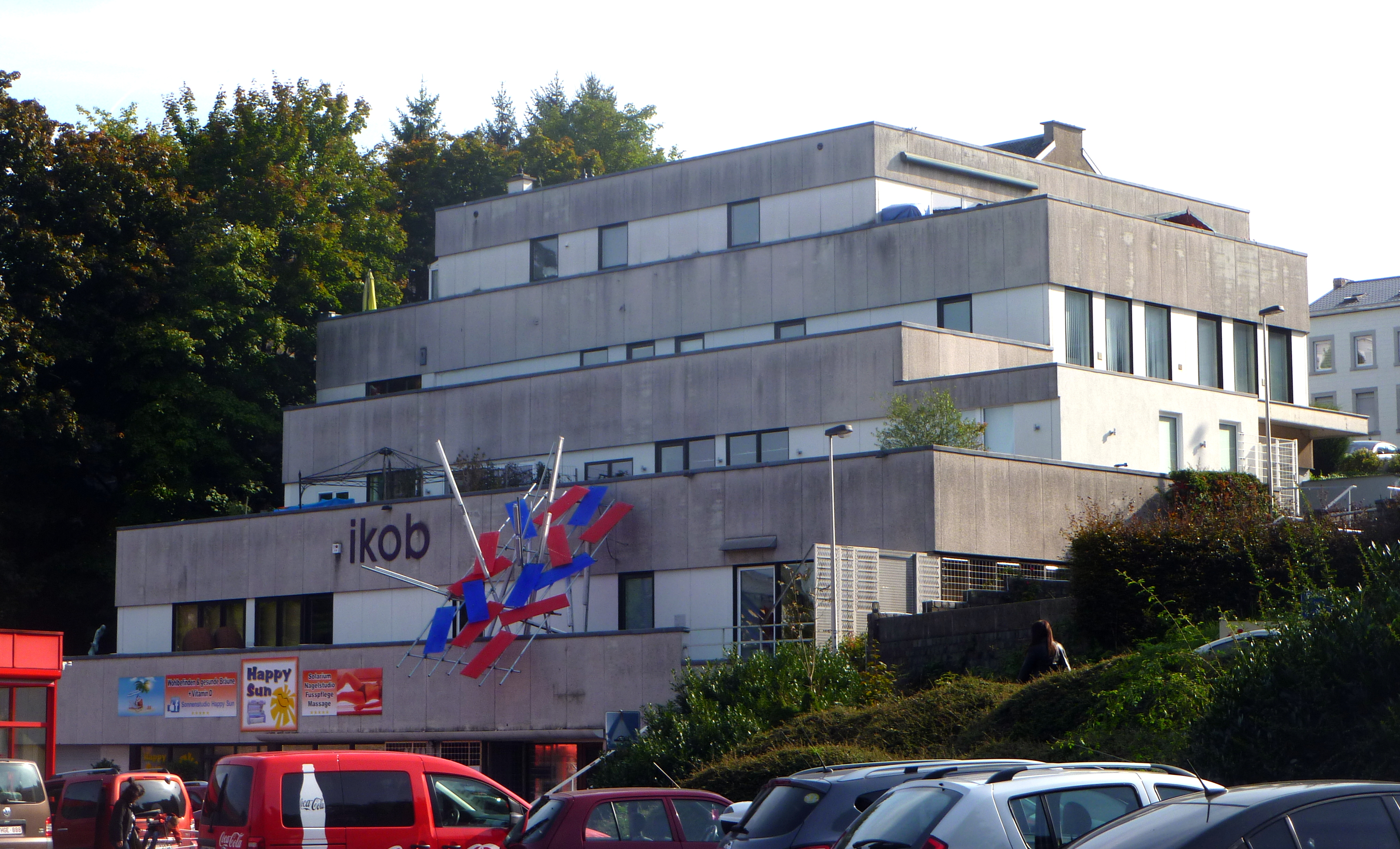
Museum für Zeitgenössische Kunst

Het IKOB Museum für Zeitgenössische Kunst is een museum voor eigentijdse kunst in de Belgische stad Eupen, gelegen aan Rotenberg 12B.
Het museum is voortgekomen uit het IKOB (Internationales Kunstzentrum Ostbelgien) dat een platform bood voor wisselende tentoonstellingen. De schenkingen van de tentoonstellende kunstenaars vormden de basis voor een volwaardig museum. Aangezien Eupen op het grensvlak van diverse cultuurgebieden ligt, weerspiegelt dat zich in de kunstenaars die in de verzameling vertegenwoordigd zijn, welke afkomstig zijn uit België, Frankrijk, Nederland, Luxemburg en Duitsland. Genoemd kunnen worden: Günther Förg, Guillaume Bijl, Christo en Jeanne-Claude, Jacques Charlier en Jonathan Meese.
De kunstobjecten omvatten werken in de diverse media welke in de eigentijdse kunst gangbaar zijn.